# Hydra ethiopiae
Hydra ethiopiae is een hydroïdpoliep uit de familie Hydridae. De poliep komt uit het geslacht Hydra. Hydra ethiopiae werd in 1930 voor het eerst wetenschappelijk beschreven door Hickson. 